# Amigas y rivales
Amigas y rivales ((fr) Amis et rivaux), est une telenovela mexicaine diffusée en 2001 par Televisa.

## Distribution
- Ludwika Paleta - Jimena de la O Teran
- Michelle Vieth - Laura González
- Angélica Vale - Wendy Nayeli Pérez
- Adamari López - Ofelia Villada
- Joana Benedek - Roxana Brito de la O / Carolina Vallejo
- Arath de la Torre - Roberto de la O Teran Jr
- Eduardo Santamarina - José Alcántara
- Ernesto Laguardia - Ernesto
- Gabriel Soto - Ulises Veizaga "El Feo"
- Eric del Castillo - Don Roberto de la O
- René Strickler - Carlos Torreblanca
- Susana González - Ángela Riveira
- Johnny Lozada - Johnny Trinidad
- Chela Castro - Carlota
- Rafael Inclán - Moncho / Jacaranda / Manuel de la Colina
- Eugenio Cobo - Pedro Gonzales
- Marisol Mijares - Andrea González
- Manuela Imaz - Tamara de la Colina
- Mayrin Villanueva - Georgina
- Felicia Mercado - Sonia Torreblanca
- Nailea Norvind - Paula Morell
- Rodrigo Vidal - Armando
- Alejandro Ávila - Sebastian Morales
- Arsenio Campos - Padre Tomás Vallejo
- Marina Marín - Amada
- Alejandro de la Madrid - Rolando
- Alicia Fahr - Alma De Gonzales
- Martha Julia - Margarita
- Irina Areu - La Güera
- Miguel Palmer - Alberto
- Luis Couturrier - Emilio Larrosa
- Lorena Velazquez - Itzel de la Colina
- Rosangela Balbó - Magdalena
- Zoyla Quiñones - Adelaida
- Damián Mendiola - Abelardo
- Elias Chiprout - Luis
- Maky - Alejandra
- Patricia Ramirez - Natalia
- Shirley - Julieta
- Claudia Troyo - Mónica
- Maricruz Najera - Camelia
- Ricardo Silva - Joaquin
- Alejandra Gollas - Jessica
- Cristina Pastor - Irene
- Claudio Sorel - Lorenzo
- Silvia Suarez - Leonora
- Juan Romanca - Pascual
- Carlos Miguel - "El Chacal"
- Sergio DeFassio - Chema
- Rudy Casanova - Tony
- Abril Campillo - Susana
- Karen Sandoval - Gemma Pérez
- Sergio Acosta - Gardenia
- Rodrigo Ruiz - Padre Emiliano
- Luis Roberto Guzmán - Franco Montenegro
- Paulo Quevedo - Edgardo
- Imperio Vargas - Yolanda
- Benjamín Rivero - Eduardo
- Ramón Valdes - Rodrigo
- Ana Liz Rivera - Marilú
- Salim Rubiales - Germán
- Elizabeth Álvarez - Rocío
- Bibelot Mansur - Estefanny
- Guillermo Capetillo - Esteban
- Kelchie Arizmendi - Gisela
- Joemy Blanco - Rebeca
- Jorge Veytia - Miguel
- Eduardo Cuervo - Oscar
- Vanessa Arias - Isabel
- Julio Beckor - Javier
- Pablo Osuna - Octavio
- María Luisa Coronel - Mamá de Johnny
- Ana Hally - Josefina
- Joana Brito - Madre Superiora
- Enrique Hidalgo - Quique
- Alejandro Calva - Jorge
- Alondra Torres - Jennifer
- Itatí Cantoral - Eduviges
- Maribel Guardia - Maribel
- Andrea Legarreta - La Cuaderna
- Salvador Garcini - Salvador
- Jose Angel García - Angel
- Amelia Zapata - La cara cortada
- Angel Claude - Jonathan
- Arturo Lorca - Julio
- Benjamín Islas - Comandante
- Edgar Ponce - Ricardo
- Jose Luis Resendez - Juan
- Fabián Fuentes - Brian
- Gustavo Negrete - Doctor
- Jorge Robles - El chino
- Juan Angel Esparza - Francisco
- Mariana Rivera - Juanita
- Miguel Serros - Ziro
- Nestor Leoncio - Alfredo
- Marco Munoz - Investigador
- Raúl Macías - Kid Dinamita
- Roberto "Flaco" Guzmán - Jimmy
- Roberto Tello - Silvio
- Rocío Yaber - Mamá de Francisco
- Sylvia Valdés - Martha
- Roger Cudney - Mr. Jones
- Ruben Morales - Padre de Ofelia
- Tania Prado - Lorena

## Émissions dans d'autres pays
- Canal de las Estrellas (Mexique): Lundi à vendredi aux 19h00
- Amérique latine - Canal de las Estrellas (Amérique latine)
- RCN Television
- Telemetro Panamá
- America Television
- Panamericana Television
- MEGA
- VTV
- Venevision
- Punto TV
- Univision
- Univision
- TVN
- Gama TV
- LaTele
- Telefuturo
- Canal 9
- SBT
- TLNovelas
- Galavision

## D'autres versions
- Amigas e rivais (2007-2008), réalisé par Henrique Martins pour SBT; avec Cacau Melo, Karla Tenório, Lisandra Parede et Taís Pacholek.

### Sources
- (es) Cet article est partiellement ou en totalité issu de l’article de Wikipédia en espagnol intitulé « Amigas y rivales » (voir la liste des auteurs).